# Mystery!
Mystery! è una serie televisiva statunitense in 648 episodi trasmessi per la prima volta nel corso di 27 stagioni dal 1980 al 2007.
È una serie di stampo antologico composta diverse sottoserie del genere giallo o poliziesco, spesso adattamenti di romanzi gialli, come alcuni di Agatha Christie. Mystery! ha portato sugli schermi statunitensi diverse serie poliziesche britanniche tra cui Le avventure di Bailey, Le avventure di Sherlock Holmes, Ispettore Morse, Cadfael - I misteri dell'abbazia e Prime Suspect. Nel 2008, la serie è stata unita alla serie Masterpiece ed è andata in onda con il titolo di  Masterpiece Mystery! Inoltre, il suo tema musicale è stato modificato. Questa versione è presentata da Alan Cumming.

## Presentatori
Dal 1980 al 2004 la serie è stata presentata da:
- Gene Shalit (1980-1981)
- Vincent Price (1981-1989; fu sostituito, a causa di motivi di salute, da Diana Rigg in diversi episodi).

Dal 2004 al 2007 gli episodi non vennero preceduti da alcuna presentazione.

## Elenco delle serie
- Le avventure di Sherlock Holmes con Jeremy Brett: 1984–85 (7), 1985–86 (6)
  - The Return of Sherlock Holmes con Jeremy Brett: 1986–87 (7), 1988–89 (6)
  - The Casebook of Sherlock Holmes con Jeremy Brett: 1991–92 (6)
  - Sherlock Holmes: 1992–93 (1), 1993–94 (2)
  - Memoirs of Sherlock Holmes con Jeremy Brett: 1995–96 (6)
  - Murder Rooms: The Dark Beginnings of Sherlock Holmes con Ian Richardson: 1999–2000 (2), 2000–01 (2), 2001–02 (4)
- Agatha Christie Stories: 1982–83 (4), 1984–85 (6)
  - Agatha Christie's Partners in Crime con James Warwick e Francesca Annis: 1984–85 (5), 1985–86 (5)
  - The Secret Adversary con Francesca Annis e James Warwick: 1986–87 (1)
  - Miss Marple con Joan Hickson: 1985–86 (2), 1986–87 (2), 1987–88 (3), 1988–89 (2)
  - Miss Marple con Geraldine McEwan, e Julia McKenzie: 2005 (4), 2006 (4), 2007 (4), 2009 (4), 2010 (3)
  - Agatha Christie's Poirot con David Suchet: 1989–90 (10), 1990–91 (9), 1991–92 (8), 1992–93 (6), 1993–94 (6), 1994–95 (4), 1995–96 (1), 1996–97 (1), 1998–99 (3), 1999–2000 (1), 2009 (2), 2010 (3)
- Brat Farrar con Mark Greenstreet: 1986–87 (1)
- Cadfael - I misteri dell'abbazia con Derek Jacobi: 1994–95 (4), 1996–97 (1), 1998–99 (5), 1999–2000 (5)
- Campion con Peter Davison: 1989–90 (4)
- Cause Célèbre con Helen Mirren: 1988–89 (1)
- Chandler e Company: 1995–96 (4)
- Charters e Caldicott: 1985–86 (1)
- Dalgliesh con Roy Marsden e Martin Shaw: 1985–86 (1), 1986–87 (2), 1987–88 (1), 1989–90 (1), 1991–92 (1), 1993–94 (1), 1995–96 (1), 1996–97 (1), 1998–99 (1), 1999–2000 (1), 2000–01 (1), 2004 (1), 2005 (1), 2006 (1)
- Occhi nel buio con Helena Bonham Carter: 1994–95 (1)
- The Dark Angel con Peter O'Toole: 1990–91 (1)
- Dead Gorgeous con Helen McCrory e Fay Ripley: 2003 (1), 2005 (1)
- Deep Secrets con Colin Salmon: 1997–98 (1)
- Die Kinder (The Children) con Miranda Richardson: 1990–91 (1)
- Dr. Jekyll and Mr. Hyde con David Hemmings: 1981–82 (1)
- Dying Day: 1982–83 (1)
- Father Brown con Kenneth More: 1982–83 (4)
- Forgotten con Paul McGann: 2001–02 (1)
- Foyle's War con Michael Kitchen: 2004 (4), 2005 (4)
- Gallowglass con Michael Sheen e Paul Rhys: 1995–96 (1)
- Game, Set, e Match con Ian Holm: 1988–89 (1)
- Heat of the Sun con Trevor Eve: 1998–99 (5)
- Hetty Wainthropp Investigates con Patricia Routledge: 1997–98 (1), 1998–99 (1), 1999–2000 (6), 2000–01 (16), 2003 (3)
- Inspector Alleyn Mysteries con Simon Williams e Patrick Malahide: 1991–92 (1), 1993–94 (3), 1994–95 (2)
- Inspector Lewis con Kevin Whately: 2006
- Le inchieste dell'ispettore Zen con Rufus Sewell: 2011 (3)
- The Inspector Lynley Mysteries con Nathaniel Parker: 2001–02, 2003, 2004, 2005 (8), 2006 (4)
- Into the Blue con John Thaw: 1997–98 (1), 1998–99 (1)
- Ispettore Morse con John Thaw: 1987–88 (3), 1988–89 (3), 1989–90 (3), 1991–91 (3), 1991–92 (3), 1992–93 (3), 1993–94 (4), 1994–95 (3), 1995–96 (2), 1996–97 (2), 1998–99 (3), 1999–2000 (2), 2000–01 (2), 2001–02 (3), 2004 (2), 2005 (2), 2006 (2)
- Jericho con Robert Lindsay: 2006 (4)
- Lady Audley's Secret con Lucy Graham: 1999–2000 (1), 2000–01 (1)
- The Life e Crimes of William Palmer con Keith Allen: 1998–99 (1)
- The Limbo Connection: 1982–83 (1)
- Lord Peter Wimsey con Edward Petherbridge: 1987–88 (3)
- Malice Aforethought con Hywel Bennett: 1981–82 (1)
- Malice Aforethought con Ben Miller: 2005 (1), 2006 (1)
- The Man from the Pru con Jonathan Pryce: 1990–91 (1)
- Maigret con Michael Gambon: 1992–93 (6), 1994–95 (6)
- Melissa con Peter Barkworth: 1982–83 (1)
- Miss Morison's Ghosts con Wendy Hiller: 1982–83 (1)
- The Mrs. Bradley Mysteries con Diana Rigg: 2003 (4)
- Mother Love con Diana Rigg: 1990–91 (1)
- My Cousin Rachel con Christopher Guard e Geraldine Chaplin: 1985–86 (1)
- Oliver's Travels con Alan Bates: 1996–97 (1), 1998–99 (1)
- Praying Mantis con Jonathan Pryce: 1984–85 (1)
- Prime Suspect con Helen Mirren: 1991–92 (1), 1992–93 (1), 1993–94 (1)
- Quiet as a Nun con Maria Aitken: 1982–83 (1)
- The Racing Game con Mike Gwilym: 1980–81 (3), 1981–82 (3)
- Rebecca con Jeremy Brett e Joanna David: 1980–81 (1)
- Reilly, Ace of Spies con Sam Neill: 1983–84
- Rumpole of the Bailey con Leo McKern: 1980–81 (4), 1981–82 (6), 1987–88 (6), 1989–90 (6), 1992–93 (6), 1994–95 (7)
  - Rumpole's Return: 1984–85 (6)
- The Sculptress con Caroline Goodall: 1997–98, 1998–99
- Second Sight con Clive Owen: 1999–2000 (1), 2000–01 (4), 2001–02 (2)
- Sergeant Cribb con Alan Dobie: 1980–81 (3), 1981–82 (5), 1982–83 (5)
- Shades of Darkness con John Duttine: 1983–84 (7)
- She Fell Among Thieves: 1980–81 (1)
- Sherlock con Benedict Cumberbatch e Martin Freeman: 2010, 2012 (6)
- Sweeney Todd: 1982–83 (1)
- Touching Evil con Robson Green: 1998–99, 1999–2000 (6), 2000–01 (4), 2001–02 (6)
- Trial by Fire con Juliet Stevenson: 2000–01 ()
- (An Unsuitable Job for a Woman con Helen Baxendale: 1999–2000 (4)
- Il commissario Wallander con Kenneth Branagh: 2008-09, (3) 2009-10 (3)
- We, the Accused: 1982–83 (1)
- The Woman in White: 1984–85 (1)
- The Wyvern Mystery con Derek Jacobi: 2000–01 (1)

## Produzione
La serie fu prodotta da Steven Ashley e Joan Wilson per la WGBH

## Distribuzione
La serie fu trasmessa negli Stati Uniti dal 5 febbraio 1980 al 14 ottobre 2007 sulla rete televisiva Public Broadcasting Service.

## Episodi
| Stagione                  | Episodi | Prima TV USA | Prima TV Italia |
| ------------------------- | ------- | ------------ | --------------- |
| Prima stagione            | 15      | 1980         |                 |
| Seconda stagione          | 20      | 1981         |                 |
| Terza stagione            | 31      | 1982-1983    |                 |
| Quarta stagione           | 19      | 1984         |                 |
| Quinta stagione           | 33      | 1984-1985    |                 |
| Sesta stagione            | 32      | 1985-1986    |                 |
| Settima stagione          | 28      | 1986-1987    |                 |
| Ottava stagione           | 34      | 1987-1988    |                 |
| Nona stagione             | 31      | 1988-1989    |                 |
| Decima stagione           | 36      | 1989-1990    |                 |
| Undicesima stagione       | 34      | 1990-1991    |                 |
| Dodicesima stagione       | 31      | 1991-1992    |                 |
| Tredicesima stagione      | 30      | 1992-1993    |                 |
| Quattordicesima stagione  | 32      | 1993-1994    |                 |
| Quindicesima stagione     | 29      | 1994-1995    |                 |
| Sedicesima stagione       | 22      | 1995-1996    |                 |
| Diciassettesima stagione  | 18      | 1996-1997    |                 |
| Diciottesima stagione     | 22      | 1997-1998    |                 |
| Diciannovesima stagione   | 24      | 1998-1999    |                 |
| Ventesima stagione        | 23      | 1999-2000    |                 |
| Ventunesima stagione      | 20      | 2000-2001    |                 |
| Ventiduesima stagione     | 9       | 2002         |                 |
| Ventitreesima stagione    | 12      | 2003         |                 |
| Ventiquattresima stagione | 11      | 2004         |                 |
| Venticinquesima stagione  | 20      | 2005         |                 |
| Ventiseiesima stagione    | 17      | 2006         |                 |
| Ventisettesima stagione   | 14      | 2007         |                 |